# Bolo do caco
O bolo do caco é um pão achatado e redondo tradicionalmente produzido nas ilhas da Madeira e Porto Santo, em Portugal. O ‘caco’ é uma base de barro, basalto, terracota ou ferro que é aquecida sobre brasas e sobre a qual se é tradicionalmente cozinhado. O bolo do caco é um dos alimentos emblemáticos da Madeira, e é consumido como aperitivo regado com manteiga ou azeite, alho e salsa, ou ainda como acompanhamento das refeições diárias.

## Origens
Segundo a antropóloga francesa Barboff (2008), o trigo foi importado para os arquipélagos dos Açores e da Madeira na segunda metade do século XV, numa tentativa de colmatar as frequentes faltas de cereais. Talvez por essa mesma escassez, a massa é alongada com batata-doce. Vários decretos régios do século XVI proibiam a população de construir fornos privados, obrigando-os a ir para os fornos públicos que eram propriedade do Rei, da Igreja ou da aristocracia, e por isso eram pagos. Esta receita, que substitui o forno a lenha com telhas quebradas ou azulejos (cacos de telha). Rapidamente se tornou muito popular em toda a ilha da Madeira, especialmente entre as classes mais baixas. Nos Açores, o bolo do caco tem um homólogo, o bolo levêdo.

## Elaboração
Como qualquer pão, é feito de farinha de trigo, fermento, água e sal. No entanto, tem um ingrediente inusitado que é a batata-doce, que é descascada, cozida e amassada. Todos os ingredientes são misturados por meio de um amassamento vigoroso e, em seguida, é deixado em repouso por 2 a 3 horas para fermentar. Em seguida, é dividido em pequenas porções e achatado para obter uma massa com altura aproximada de 3 cm de espessura e 10 cm de diâmetro.
O cozimento tradicional é feito numa peça de pedra ou cerâmica previamente aquecida a alta temperatura. Hoje em dia, é possível comprar placas de metal ou cimento aquecidas por chama de gás, que costumam substituir a pedra utilizada no passado para cozinhar. O bolo do caco é colocado na pedra e cozido até adquirir uma crosta fina, levemente tostada. Vire uma vez para cozinhar dos dois lados.

## Consumo
Eles geralmente são consumidos frescos, ainda quentes. Geralmente são servidos como entrada de uma refeição, untados com manteiga de alho e salsa, ou para acompanhar pratos de carne de porco ou peixe. Também é comum cortar o bolo ao meio e enchê-lo com carne, presunto, peixe, polvo, etc.

## Em Portugal continental
Apesar de ser um prato tradicionalmente produzido nas ilhas da Madeira e Porto Santo, pode ser encontrado também em Portugal Continental, não só em restaurantes madeirenses, mas várias superfícies comerciais servem bolo do caco um pouco por todo o pais. 